# Priopus pahangensis
Priopus pahangensis is een keversoort uit de familie kniptorren (Elateridae). De wetenschappelijke naam van de soort werd voor het eerst geldig gepubliceerd in 2003 door Platia & Schimmel.